# Невиновные в Париже
«Невиновные в Париже» (англ. Innocents in Paris) — британский комедийный художественный фильм 1953 года, поставленный режиссёром Гордоном Парри.

## Сюжет
Группа иностранцев, находящихся в Лондоне, летит в Париж, чтобы провести там выходные. В Париже каждого из них ждут невероятные приключения.

## В ролях
| Актёр              | Роль                      |
| ------------------ | ------------------------- |
| Аластер Сим        | сэр Норман Бэйкер         |
| Клэр Блум          | Сьюзан Роббинс            |
| Маргарет Рутерфорд | Гладис Инглотт            |
| Луи де Фюнес       | Селестен , водитель такси |
| Людмила Лопато     | певица                    |